# Williams FW07

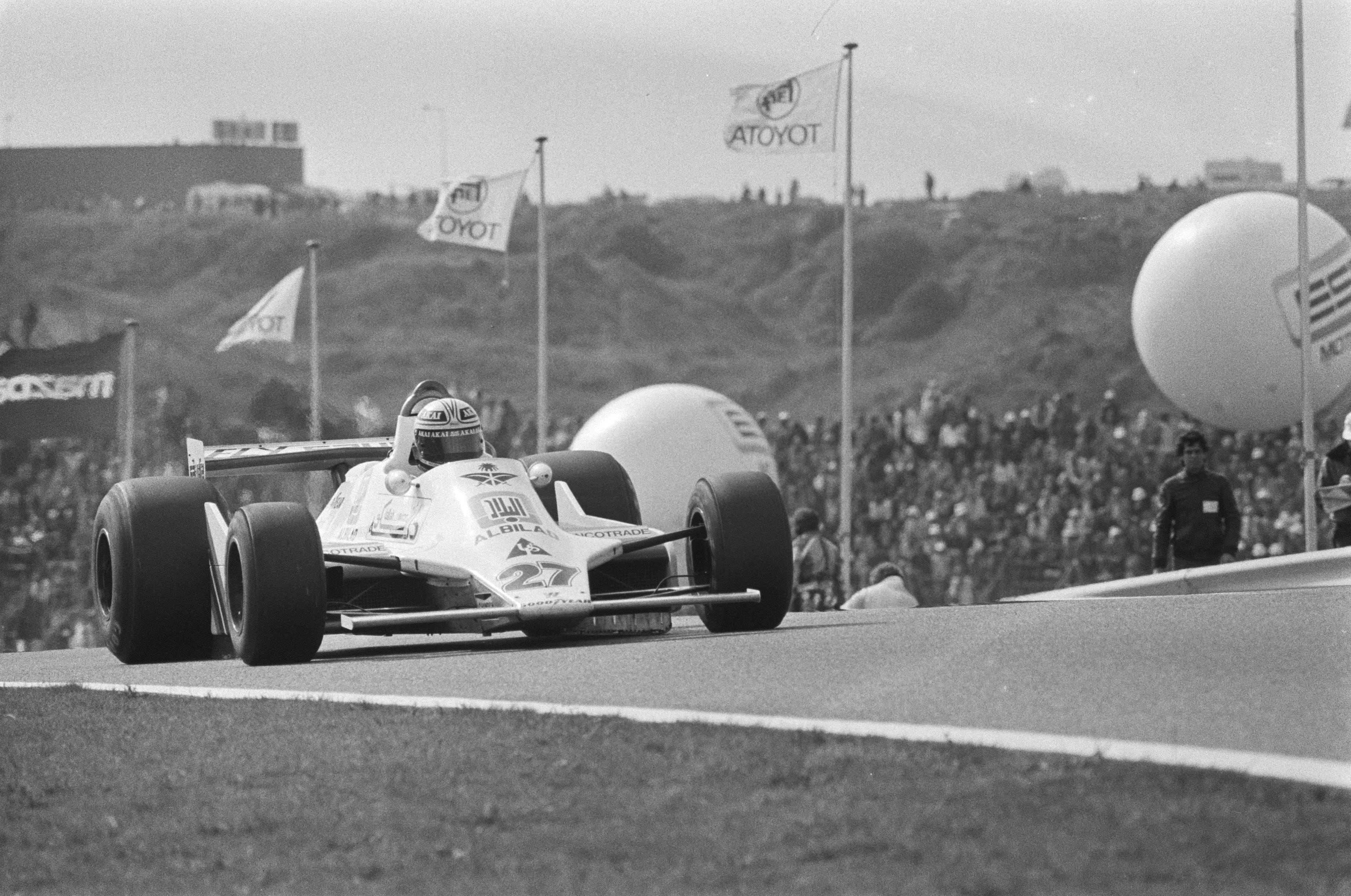
Alan Jones im FW07; bei seiner Siegesfahrt beim Großen Preis der Niederlande 1979

Der Williams FW07 war ab der Saison 1979 das Einsatzfahrzeug von Williams Grand Prix Engineering in der Formel 1. In den Ausbaustufen FW07B und FW07C wurde er bis Anfang der Saison 1982 verwendet.

## Entwicklungsgeschichte und Technik
In der Historie von Williams nimmt der FW07 einen besonderen Platz ein. Dieses Fahrzeug markiert eine Wende beim britischen Rennstall. Der FW07 war nicht nur der erste Siegerwagen von Williams, sondern machte aus einem Rennstall, der Fahrzeuge im Baukastenverfahren baute, einen Konstrukteur eigenständiger Formelwagen. Zurückzuführen war dies auf die nunmehr ausreichend zur Verfügung stehenden finanziellen Ressourcen und die Ideen von Patrick Head.
Der FW07 war der erste Bodeneffekt-Williams und hatte ein Aluminium-Monocoque in Verbundbauweise. Das Fahrzeug hatte eine konventionelle Aufhängung mit Schwinghebel oben, Dreiecksquerlenker unten sowie innenliegenden straffen Federbeinen. Obwohl die beiden Seitenkästen sehr breit waren, um die Kühler für Wasser und Öl aufnehmen zu können, wirkte der FW07 insgesamt elegant.
Angetrieben wurde der Wagen von den bewährten DFV-V8-Motoren von Cosworth.

## Renngeschichte
Da Williams mit dem Aufbau des neuen Wagens erst spät fertig wurde, kam es erst beim Großen Preis von Spanien, dem ersten Saisonlauf in Europa, zum Renndebüt des FW07. Hatte Williams 1978 die Saison nur mit einem Wagen bestritten, kam 1979 zu Alan Jones Clay Regazzoni als zweiter Fahrer ins Team. Das Rennen in Jarama endete nach den Startplätzen 13 für Jones und 14 für Regazzoni mit einem Doppelausfall. Regazzoni musste das Rennen nach 32 Runden wegen eines Motorschadens beenden und Jones stoppte nach 54 Runden ein Getriebeschaden.
Beim dritten Renneinsatz, dem Großen Preis von Monaco, gab es die ersten WM-Punkte für den FW07. Clay Regazzoni holte in der Endphase des Rennens stark auf den Führenden Jody Scheckter im Ferrari 312T4 auf und musste sich ihm nach 78 Rennrunden nur um 0,44 Sekunden geschlagen geben.
Nach dem vierten Endrang von Alan Jones beim Grand Prix von Frankreich kam der große Tag von Williams beim Großen Preis von Großbritannien in Silverstone. Schon im Qualifikationstraining waren die beiden FW07 schnell. Alan Jones stand nach einer Rundenzeit von 1:11,880 Minuten, was einem Schnitt von 236,344 km/h entsprach, auf der Pole-Position. Clay Regazzoni ging vom vierten Startplatz aus ins Rennen. Bis zur 39. Runde führte Alan Jones deutlich das Rennen an, musste aber wegen eines überhitzten Motors aufgeben. Sein Teamkollege Clay Regazzoni übernahm dadurch die Spitze und stellte den ersten Sieg für Williams sicher. René Arnoux im Renault RS10 wurde Zweiter vor Jean-Pierre Jarier im Tyrrell 010.
Es folgte eine Siegesserie von Alan Jones, der die Rennen in Deutschland, Österreich und in den Niederlanden in Folge gewann und auch beim vorletzten Bewerb in Kanada erfolgreich blieb.
Zum Gewinn der Weltmeisterschaften reichten allerdings auch diese Erfolge nicht, da der FW07 zu spät in der Saison debütierte. Jones beendete die Fahrerweltmeisterschaft als Dritter, Regazzoni als Fünfter. Im Konstrukteurspokal musste sich Williams nur der Scuderia Ferrari geschlagen geben.

## Ausbau- und Entwicklungsstufen
1980 wurde aus dem FW07 der FW07B, der der erste Weltmeisterwagen von Williams war. Aus dieser Version entstand dann 1981 der FW07C, der bis zum dritten Rennen der Saison 1982 eingesetzt wurde, bevor er vom Williams FW08 abgelöst wurde.
Eine Sonderstellung nimmt das „Six-Wheeler-Project“ ein, das in der Fachliteratur sowohl als FW07D, als auch unter der Bezeichnung FW08B zu finden ist.

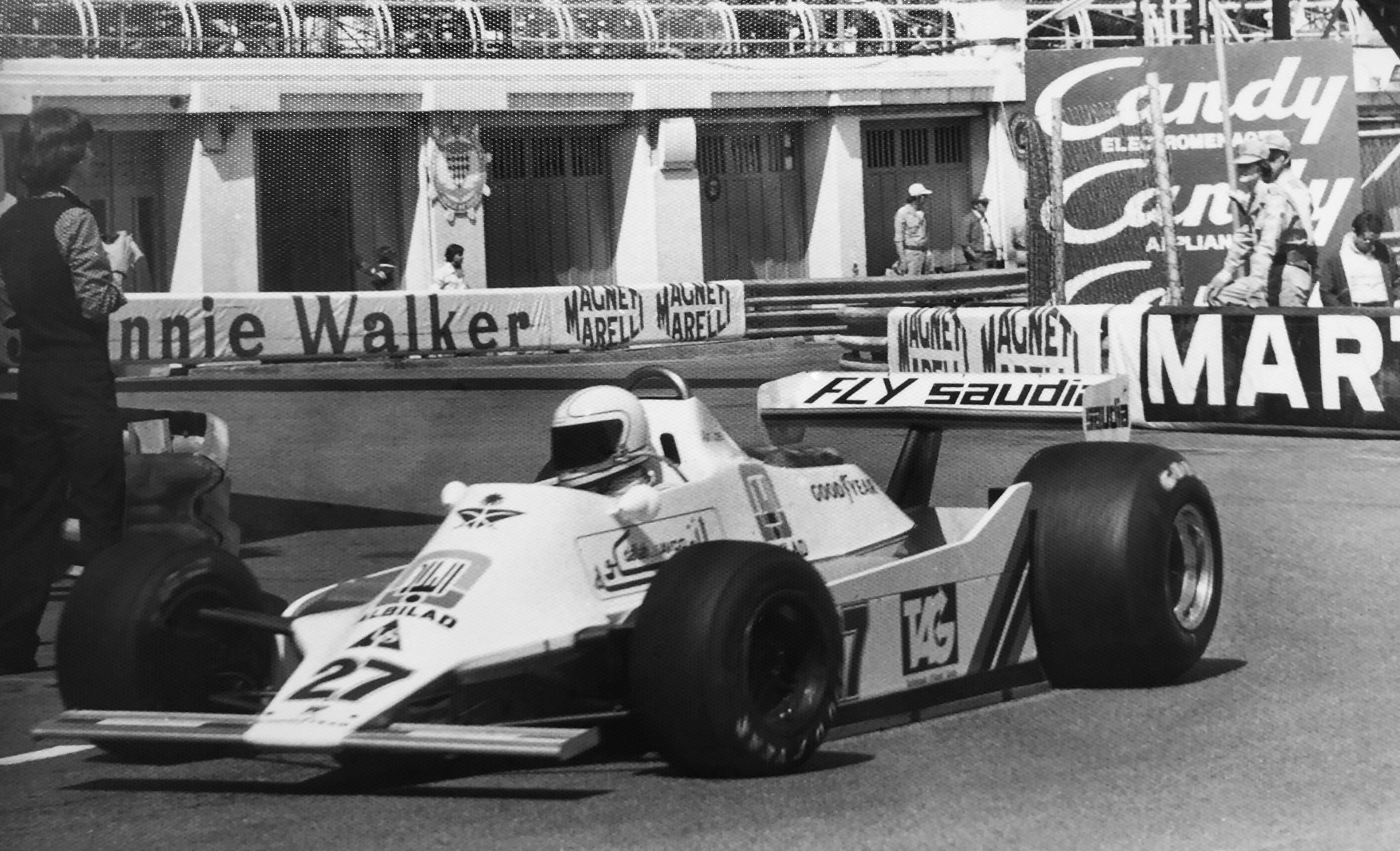
Der FW07 von Alan Jones in der Rascasse-Schikane während des Trainings zum GP von Monaco 1979
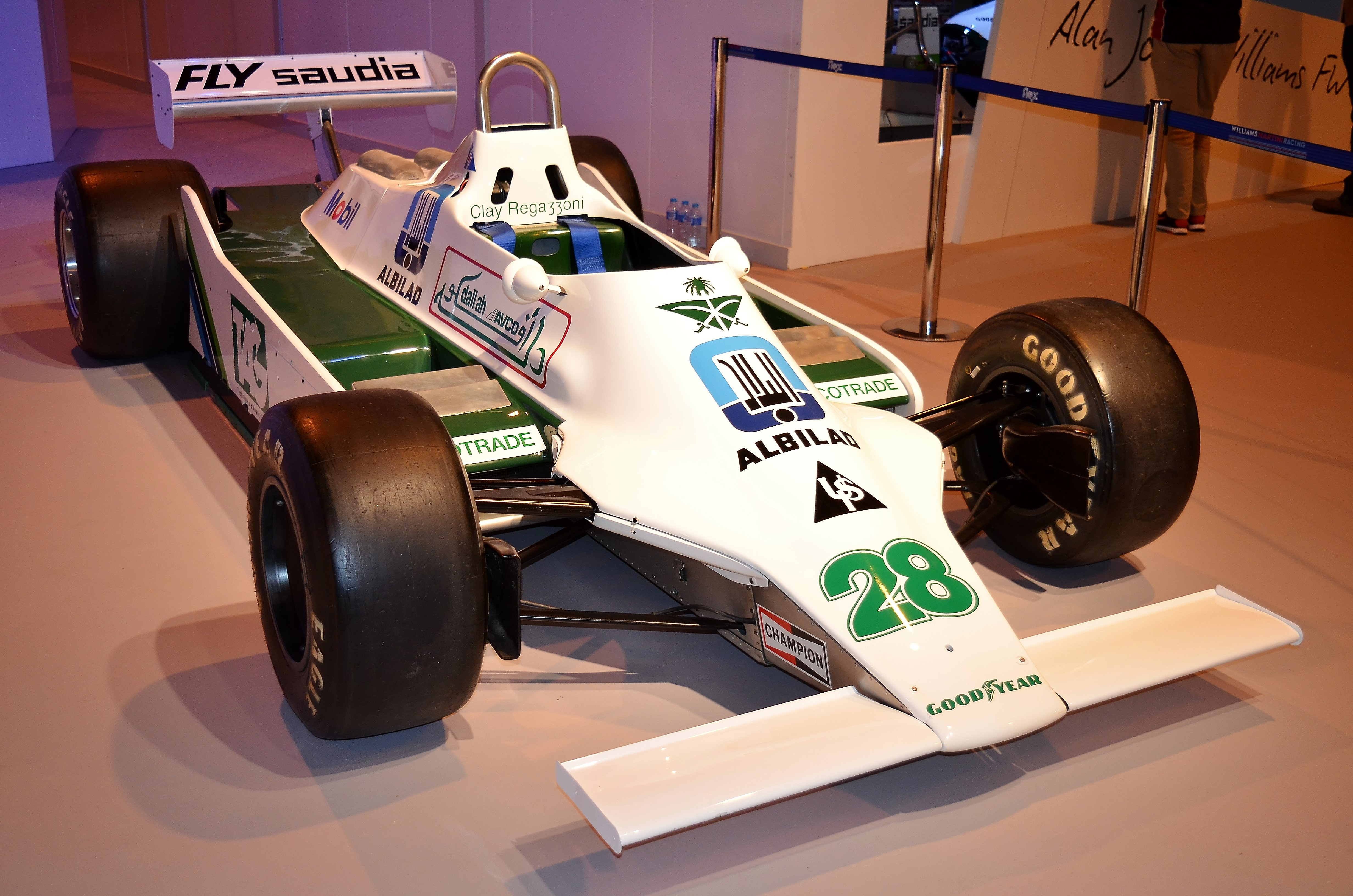
Der FW07 von Clay Regazzoni, der in Silverstone 1979 den ersten Sieg einfuhr
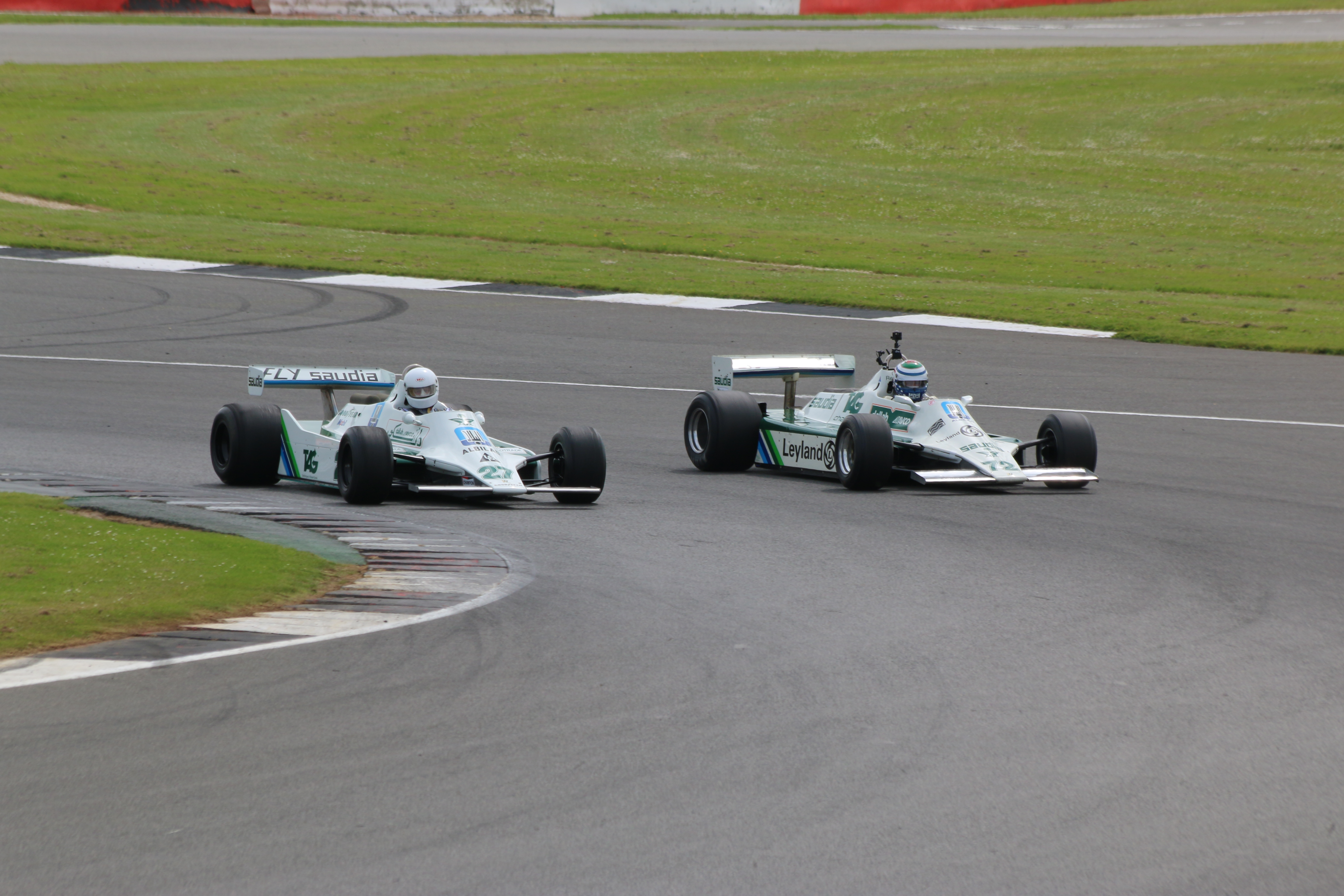
Ein 1979er FW07 und ein 80er FW07B im Vergleich, anlässlich des „Williams 40th Anniversary“ 2017
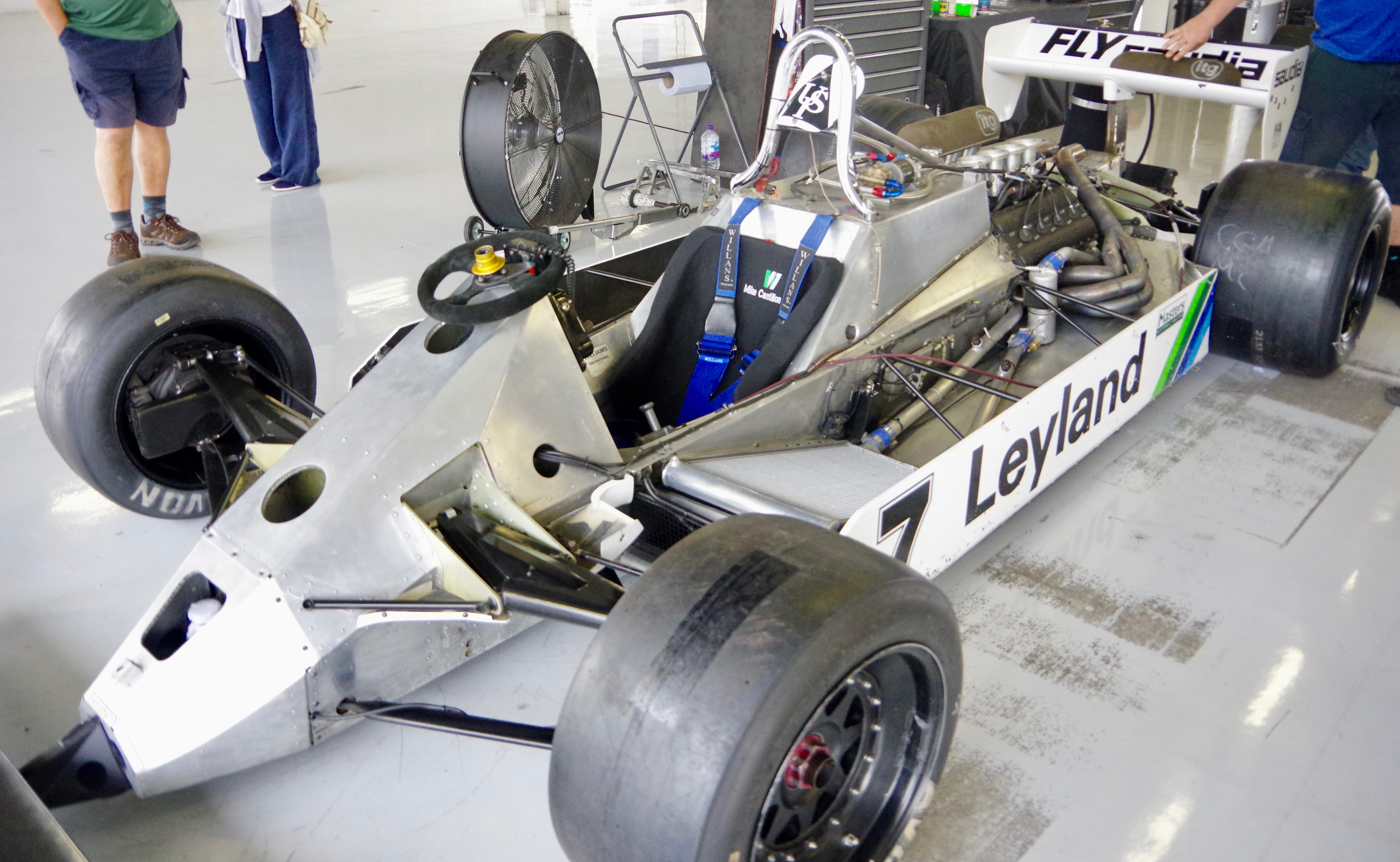
Ein „stripped“ FW07C (1981) bei den Silverstone Classics 2019
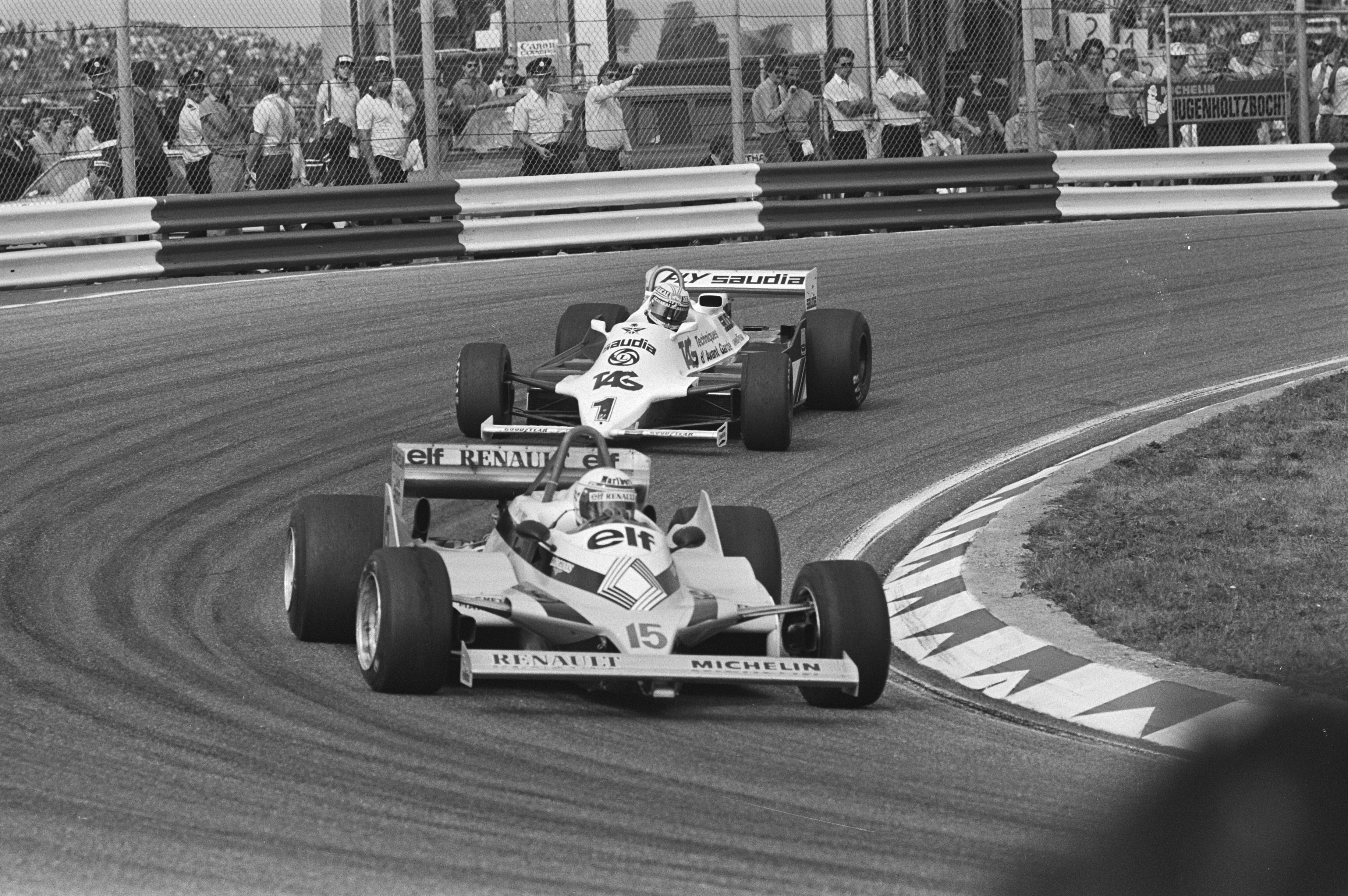
1981, GP der Niederlande: Alan Jones im 07C hinter Alain Prost auf Renault
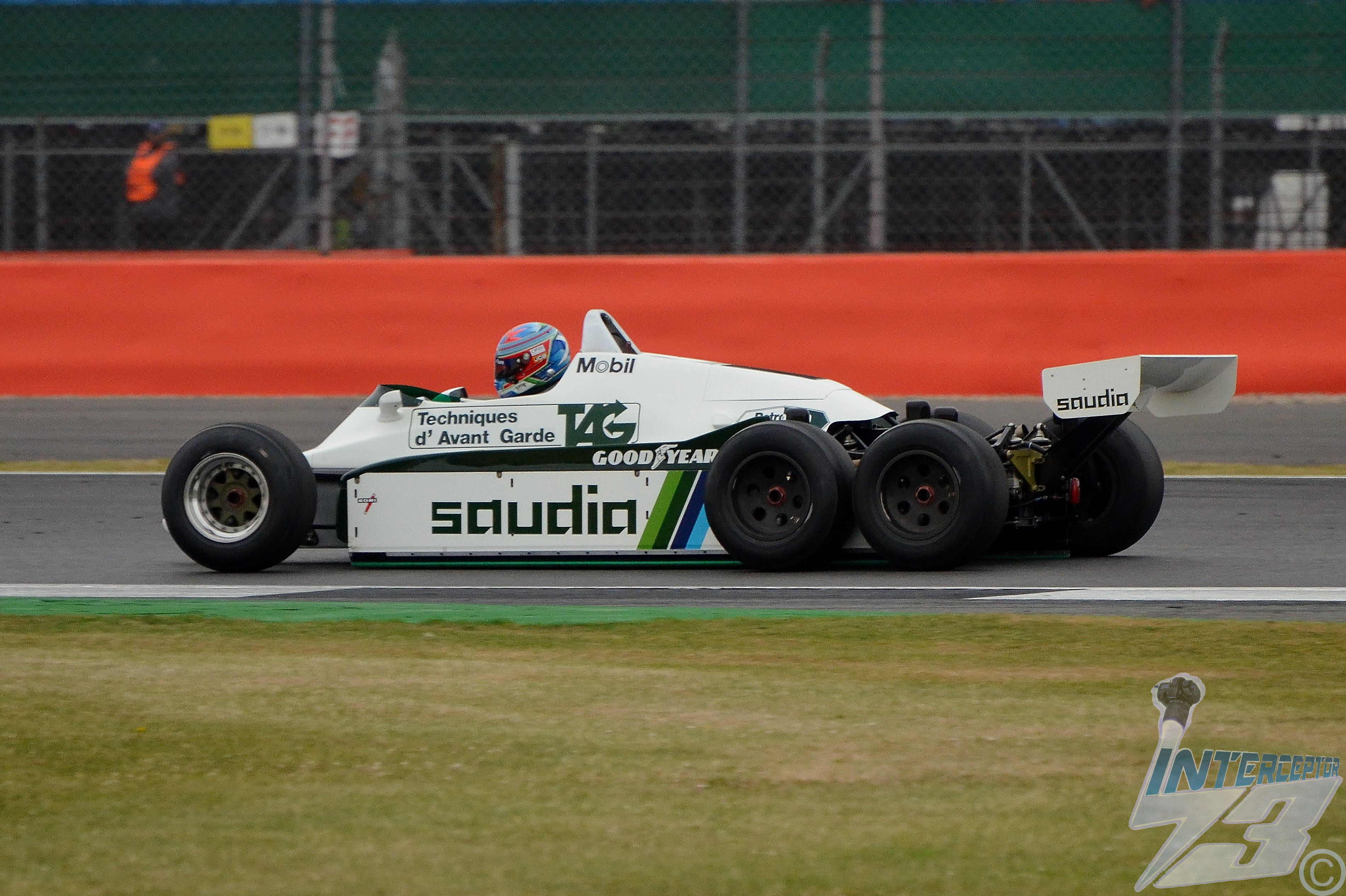
Der Williams „Six-Wheeler“, der sowohl als 07D, als auch als 08B geführt wird. Das Fahrzeug hatte keinen einzigen Renneinsatz, und ist hier auf einer Demofahrt beim „40th Anniversary“ zu sehen.

## Aurora-AFX-Formel-1-Serie
1980 gewann Emilio de Villota auf einem FW07 die Gesamtwertung der Aurora-AFX-Formel-1-Serie.